# Octobre 1896

## Événements
- 1er octobre :
  - accord sur la navigation de la marine marchande entre la France et l’Italie;
  - fondation de la fabrique de produits chimiques Hoffmann-La Roche à Bâle.

- 5 - 8 octobre : le tsar Nicolas II de Russie est en visite officielle à Paris.

- 26 octobre : traité d’Addis-Abeba. Les Italiens reconnaissent l’indépendance de l’Éthiopie.

## Naissances
- 2 octobre : Jacques Duclos, résistant, homme politique français.
- 9 octobre : Jean Brunier, coureur cycliste français († 23 juin 1981).
- 19 octobre : Pedro Luna, artiste peintre chilien († 18 décembre 1956).

## Décès
- 3 octobre : William Morris, peintre, écrivain et designer textile britannique (° 24 mars 1834).
- 11 octobre : Anton Bruckner, compositeur autrichien.
- 15 octobre : Juan Gómez de Lesca, matador espagnol (° 24 juin 1867).
- 18 octobre : Antonio Meucci, inventeur italo-américain.
- 20 octobre : Félix Tisserand, astronome français.
- 27 octobre : Alexeï Bogolioubov, peintre russe (° 16 mars 1824).